# Die Katze, die durch Wände geht
Die Katze, die durch Wände geht (Originaltitel: The Cat who Walks Through Walls) ist ein Science-Fiction-Roman von Robert A. Heinlein. Das Buch wurde 1985 veröffentlicht; zwei Jahre später erschien die deutsche Übersetzung.

## Inhalt

### Handlung
Die Handlung beginnt mitten in einem Rendezvous der beiden Protagonisten Richard Ames und Gwen Novak in einem Restaurant. Richard möchte gerade bestellen, als sich unhöflicherweise ein unbekannter Mann mit an den Tisch setzt. Dieser teilt Richard mit, dass dieser jemanden töten soll, weil sonst nach sieben Tagen etwas Schlimmes passieren werde. Aber bevor er Genaueres darüber sagen kann, wird er umgebracht. Von hier an scheint sich alles gegen Richard zu verschwören. Er wird gezwungen, seine Wohnung zu räumen, und auch Gwen bleibt nicht verschont. Nachdem sich beide beim Gouverneur der Wohnkolonie beschwert haben, aber außer ein wenig Entschädigungsgeld nichts erreicht haben, werden sie nun auch noch von der Staatsgewalt wegen Mordes gesucht. Durch eine geheime Flucht aus der Wohnkolonie und einen spektakulären Flug ins All schaffen es die beiden, auf dem bewohnten Mond zu landen. Obwohl Gwen Richards Traumfrau ist und sie ihm sogar einen Heiratsantrag gemacht hat, glaubt Richard, dass sie etwas mit den Vorgängen zu tun hat. Wie er meint, ist sie auf irgendeine Art der Schlüssel zu allem. Oft hat Gwen in brenzligen Situationen ein hilfreiches Werkzeug dabei oder rettet beide durch richtiges Handeln zur richtigen Zeit. Auf dem Mond übersteht Richard einige Mordanschläge, und auch dort werden die beiden plötzlich gesucht. Jetzt bleibt nur noch die Flucht weiter in die Zukunft.

### Personen
Richard Ames ist ein Kriegsveteran und hat sich im All in der Wohnkolonie zur Ruhe gesetzt. Er hat nur ein Bein und trägt eine futuristische Beinprothese. Um sich in bestimmten Situation einen Vorteil zu verschaffen, gibt er sich gern als Doktor, Colonel oder Senator aus.
Gwen Novak ist Journalistin für eine Tageszeitung und ehemalige Polizistin. Durch Genveränderungen hat sie ein hohes Alter erreicht (200 Jahre älter als Richard).

### Weltbild
Zu Beginn des Romans leben die Protagonisten Ende des 22. Jahrhunderts in einer Wohnkolonie im All, nicht weit entfernt von der Erde. Hierbei handelt es sich um ein riesiges Raumschiff, das durch seine Rotationsbewegung eine Schwerkraft innerhalb der Wohnkolonie erzeugt. Die Kolonie hat eine Regierungsform und agiert als eigener Staat. Die Erde ist bei den Bewohnern der Kolonie sehr unbeliebt. Sie wird als „Drecksplanet“ betitelt und auch die Erdbewohner haben beleidigende Bezeichnungen. Bei der Flucht der Protagonisten wurde lieber der Mond als Ziel gewählt, obwohl der Flug dorthin viel gefährlicher ist. Auf dem Mond gibt es nur wenige Städte mit eigener Sauerstoffzubereitung.

## Einordnung in das Werk des Autors
Der Roman Die Katze, die durch Wände geht passt sehr gut zu Heinleins typischem Schreibstil. Es ist sofort erkennbar, dass es zu seiner spezifischen Science-Fiction-Reihe gehört. Als Leser bekommt man fast den Eindruck, als ob Heinlein versucht hätte, hier einige Elemente seiner Bücher Der Mond ist eine herbe Geliebte, Die Leben des Lazarus Long und Die Zahl des Tiers mit einzubinden.

Der Roman war Heinleins vorletztes Buch. Der Autor starb am 9. Mai 1988.

## Rezeption
Von vielen Kritikern wurde eine einseitig-negative Beurteilung abgegeben. Es wurde kritisiert, dass in der ersten Hälfte der Story etwas die Spannung fehle. In der zweiten Hälfte des Romans seien die Handlungen und die Dialoge sehr verwirrend. Diese Mängel der Komposition seien ungewöhnlich für diesen Autor.

## Veröffentlichungen

### Englischsprachige Ausgaben
- The Cat Who Walks through Walls. Ace, 1988, ISBN 978-0-441-09499-8
- The Cat Who Walks through Walls. Blackstone Audio, Hörbuch gelesen von Tom Weiner

### Deutschsprachige Ausgaben
- Die Katze, die durch die Wände geht. Bastei-Lübbe, 1987, ISBN 3-404-28150-0.
- Die Katze, die durch die Wände geht. Bastei-Lübbe, 1989, ISBN 3-404-24124-X.
- Die Katze, die durch die Wände geht. Heyne, 2017, ISBN 978-3-453-31743-7.